# Noé Jitrik
Noé Jitrik (Rivera, provincia de Buenos Aires, 23 de enero de 1928-Pereira, Colombia, 6 de octubre de 2022) fue un crítico literario, escritor y profesor universitario argentino. Fue autor de numerosos cuentos, novelas y ensayos críticos, literarios e históricos.

## Biografía
Como estudiante universitario, en la Facultad de Filosofía y Letras participó de Centro junto a Darío Canton Jorge Lafforgue y Amanda Toubes. Esta revista sería una “antecesora” de la célebre Contorno, que es un parteaguas, un antes y un después histórico para la crítica literaria de Argentina.
En 1953 comenzó a colaborar en la Revista Contorno, junto a David Viñas, Ismael Viñas, León Rozitchner, Juan José Sebreli, Oscar Masotta y Carlos Correas, entre otros. Trabajando como profesor en la Universidad de Córdoba, conoció a quien fue su futura esposa, Tununa Mercado, con la que se casó en 1961. Censurado durante la dictadura de Pedro Eugenio Aramburu fue apartado de su cátedra como profesor universitario en Córdoba.
En 1964 se trasladó a Buenos Aires.Noé Jitrik que había vivido en Francia entre 1967 y 1970, encarnaba la posibilidad de conocer los dispositivos que Barthes, Derrida, Foucault, entre otros.
Se estrena en 1966 la película Todo sol es amargo, de la cual fue guionista. Recibió una propuesta para trabajar en una universidad francesa, y se radicó en ese país por casi tres años. Participó junto a su mujer en comisiones de solidaridad con Chile y otros países de América donde hubo golpes militares, durante la década del 70.
En 1974 trabajó en México como profesor durante seis meses. Su familia, que en principio iba a visitarlo en vacaciones, debió adelantar su viaje a ese país ya que comenzaron a recibir amenazas de la Triple A, y se establecieron en México. Radicó en ese país hasta 1987.
En 1987, ya en Argentina, comenzó a trabajar como investigador principal en el Consejo Nacional de Investigaciones Científicas y Tecnológicas (Conicet). En 1990 dirigió la revista de análisis discursivo y semiótica sYc.[cita requerida]
Desde 1991 fue el director del Instituto de Literatura Hispanoamericana de la Universidad de Buenos Aires. A partir de 1999 dirigió la obra Historia Crítica de la Literatura Argentina, que publicó en doce tomos la Editorial Emecé, cuyo último volumen se publicó en 2018, mismo año en que recibió el Premio de Ensayo Pedro Henríquez Ureña. En 1993 fue nombrado Caballero de las Artes y las Letras por el gobierno francés, y fue reconocido doctor honoris causa por la Benemérita Universidad Autónoma de Puebla (México), en 2009 por la Universidad Nacional de Cuyo, en 2010 por la Universidad de la República (Uruguay) y en 2017 por la Universidad Nacional de Formosa. 
El 12 de agosto de 2021 fue admitido en la Academia Mexicana de la Lengua como miembro correspondiente a la ciudad de Buenos Aires.
Por años mantuvo una columna regular de opinión y ensayo en el diario Página/12.

## Familia
Estaba casado con la escritora Tununa Mercado, con quien procreó a Oliverio Jitrik, físico, y a Magdalena Jitrik, pintora.

## Obra

### Novelas y cuentos
- La fisura mayor (1967) - cuentos
- Llamar antes de entrar (1972) - cuentos
- Del otro lado de la puerta: rapsodia (1974) - novela corta
- El ojo de Jade (1978) - novela corta
- Viajes. Objetos reconstruidos (1979) - crónicas de viaje
- Fin del ritual (1981) - cuentos
- El callejón (1987)
- Los lentos tranvías (1988)
- Limbo (1989)
- Citas de un día (1992)
- Mares del sur (1997)
- El evaluador (2002)
- Long Beach (2004)
- Amaneceres (2006) - novela autobiográfica.[10]
- Libro perdido. Marcas (apenas) autobiográficas (2008) - novela autobiográfica.[2][11]
- Tercera Fuente (2019)
- La vuelta incompleta (2021)
- Un círculo (2022)

### Poesía
- Feriados (1956)
- El año que se nos viene y otros poemas (1959)
- Addio a la mamma, Fiesta en casa y otros poemas (1965)
- Comer y comer. Poemas 1965 - 1970 (1974)
- El ojo de la aguja (2007) Aforismos.[12]

### Ensayos y crítica literaria
- Leopoldo Lugones, mito nacional (1960)
- Horacio Quiroga. Una obra de experiencia y riesgo (1960)
- Procedimiento y mensaje en la novela (1962)
- Escritores argentinos, dependencia o libertad (1967)
- Esteban Echeverría (1967)
- Horacio Quiroga (1967)
- Muerte y resurrección de Facundo (1968)
- El 80 y su mundo (1968)
- Tres ensayos sobre Esteban Echeverría (1969)
- José Hernández (1971)
- Sarmiento (1971)
- José Martí (1971)
- Ensayos y estudios de literatura argentina (1971)
- El fuego de la especie. Ensayos sobre seis escritores argentinos (1971)
- La novela futura de Macedonio Fernández (1973)
- Producción literaria y producción social (1975)
- El No-Existente Caballero (1975)
- Las contradicciones del modernismo (1978)
- El mundo del ochenta (1982)
- La memoria compartida (1982)
- La lectura como actividad (1982)
- Los dos ejes de la cruz (1983)
- Las armas y las razones (1984)
- La vibración del presente. Trabajos críticos y ensayos sobre textos y escritores latinoamericanos (1987)
- Cuando leer es hacer (1987)
- Temas de teoría. El trabajo crítico y la crítica literaria (1987)
- Lectura y cultura (1987)
- El balcón barroco (1988)
- Historia de una mirada (1992)
- El dominio de la palabra (1992)
- La selva luminosa, ensayos críticos (1987-1991) (1993)
- Historia e imaginación literaria (1995)
- Suspender toda certeza, antología crítica (1959-1976) (1997)
- El ejemplo de la familia, ensayos y trabajos sobre literatura argentina (1998)
- Los grados de la escritura (2001)

## Premios y reconocimientos
- Doctor honoris causa de la Universidad de Puebla.
- 1981 Premio Xavier Villaurrutia por Fin de ritual.[13]
- 1993 Caballero de las Artes y las Letras en Francia.
- 1994 Premio Konex, categoría "Ensayo literario".
- 1995 Profesor "ad honorem" de la Universidad de la República Oriental del Uruguay.
- 1996 "profesor honorario" de la Universidad de Buenos Aires.
- 2004 Premio Konex, categoría "Ensayo literario".
- 2006 Premio Konex de Platino, categoría "Teoría Lingüística y Literaria".
- 2009 doctor honoris causa, por la Universidad Nacional de Cuyo.[14][15]
- 2010 Doctor honoris causa de la Universidad de la República (Uruguay).
- 2017 Profesor honorario y extraordinario de la Universidad Nacional de Formosa (Argentina)[16]
- 2018 V Premio Internacional de Ensayo Pedro Henríquez Ureña
- 2021 miembro de la Academia Mexicana de la Lengua
- 2021 doctor honoris causa de la Universidad de Buenos Aires[3]